# Sencano Jaya
Sencano Jaya is een bestuurslaag in het regentschap Indragiri Hulu van de provincie Riau, Indonesië. Sencano Jaya telt 815 inwoners (volkstelling 2010).